# 安迪·拉姆

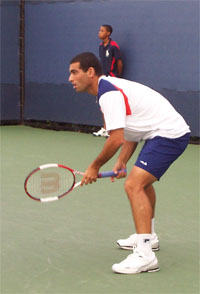
2006年

安迪·拉姆（希伯來語：אנדי רם，1980年4月10日—），出生於乌拉圭蒙得维的亚，是以色列男子职业网球运动员，曾获得温布尔登网球锦标赛混合双打（2006年）、法国网球公开赛混合双打（2007年）和澳大利亚网球公开赛男子双打（2008年）冠军。

## 外部連結
- 安迪·拉姆（英文/西班牙文）的官方資料
- 安迪·拉姆的國際網球總會 職業／青少年 官方資料（英文）
- 安迪·拉姆的官方資料（英文）